# ランボー・フィールド
ランボー・フィールド（Lambeau Field）は、アメリカ合衆国ウィスコンシン州グリーンベイにある屋外競技場。ナショナル・フットボール・リーグ（NFL）のグリーンベイ・パッカーズの本拠地である。1957年、シティ・スタジアム（City Stadium）として開場し、グリーンベイ東高校のシティ・スタジアムに代わって、パッカーズの本拠地となった。開場後、最初の8シーズンはニュー・シティ・スタジアム（New City Stadium）として非公式に知られていたが、1965年8月、パッカーズの創設者であり、選手であり、また長年ヘッドコーチを務めたカーリー・ランボーが2ヶ月前に亡くなったことを記念して現在の名称に改名された。
1968年8月に元ヘッドコーチのヴィンス・ロンバルディに敬意を表してハイランド・アベニューの名称が変更されて以来、スタジアムの住所は「1265 ロンバルディ・アベニュー」となっている。 北はロンバルディ・アベニュー、東はオネーダ・ストリート、南はスタジアム・ドライブとバレー・ビュー・ロード、西はリッジ・ロードに囲まれたブロックに位置している。スタジアムは、海抜640フィート（195メートル）の高さにある、従来の南北の整列を維持している。
2013年夏、サウスエンドゾーンの高さ7,000席を追加して最新の改修を完了した。新設された座席のうち約5,400席が一般席で、残りの1,600席はクラブ席またはテラススイート席となっている。 ランボー・フィールドの収容人数は81,441人で、スタンディングルームのあるNFLでは5番目に大きいスタジアムであるが、通常の収容人数では3番目である。 現在ではウィスコンシン州最大の競技場となっており、マディソンにあるウィスコンシン大学のキャンプ・ランドール・スタジアム（80,321人）を抜いている。
2007年、パッカーズはランボー・フィールドで51シーズン目を終え、シカゴ・ベアーズがリグレー・フィールドで記録したNFL最長記録（1921年から1970年の50年間）を更新した。同じくシカゴのソルジャー・フィールドの方が古いものの、ベアーズは1971年までホームゲームを行わなかった。ただし、全米のプロスポーツの中で本拠地での活躍期間が最も長いのは、フェンウェイ・パークのボストン・レッドソックスとリグレーフィールドのシカゴ・カブス（共にMLB）である。

## 概要
それまでのパッカーズの本拠地シティ・スタジアムが狭く、老朽化していたことから移転の話が持ち上がり、当スタジアムの建設へと至った。
1957年にシティ・スタジアム（City Stadium）としてこけら落とし。1964年にパッカーズ創設者カーリー・ランボーにちなみ、現名称へ変更。開場当初からNFLのグリーンベイ・パッカーズの本拠地として使用されている。2003年には大規模な改修工事を行い、現在の収容人数は80,750名となった。その後も改修が続けられ、現在の収容人数は81,441人である。これはNFLでは5番目に大きく、またウィスコンシン州で最も大きい施設である。スタジアムそのものの規模・設備はスーパーボウルが開催する基準を満たしているが、グリーンベイの規模や寒冷地の屋外競技場である点がネックとなりいまだ開催経験が無い。現在、パッカーズのスタジアム使用年数は67年であり、NFLで最も長い記録となっている。
1967年12月31日、1967年NFLチャンピオンシップゲーム（別名アイスボウル）が氷点下25度の寒さの中で行われた。これはNFLの試合で最も低い気温の中で行われた試合である。この試合では芝を暖めるヒーターも故障した。この試合が名将ヴィンス・ロンバルディがランボー・フィールドで指揮した最後の試合となった。
1993年12月26日に行われたパッカーズとロサンゼルス・レイダース戦でファンブルリターンタッチダウンをあげたリロイ・バトラーが観客席に飛び込んだ。これが「ランボー・リープ」の始まりとなった。
2009年11月1日にはパッカーズで16シーズン不動のエースQBとして活躍したブレット・ファーヴに対してランボー・フィールドのファンはブーイングで迎え撃ったが試合はファーヴの活躍でミネソタ・バイキングスが38-26でパッカーズを破った。

## 伝統

### ランボー・リープ

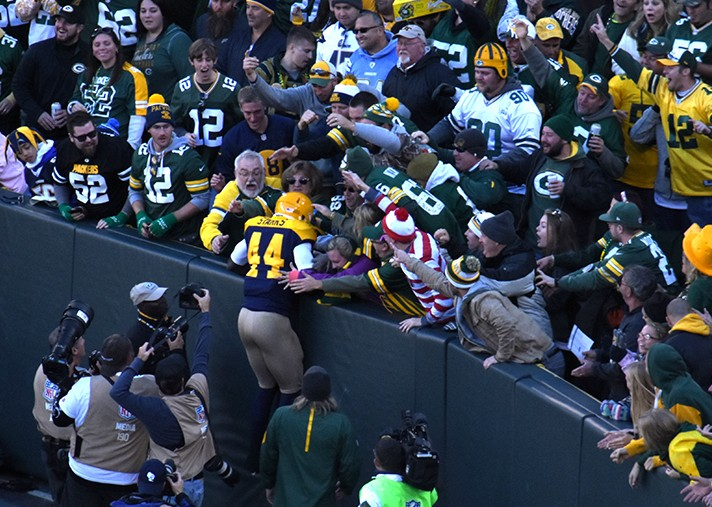
ジェームズ・スタークスによるランボー・リープ

パッカーズの多くの選手はタッチダウンを決めた後、セレブレーションとしてランボー・リープ（Lambeau Leap）と呼ばれる、エンドゾーンスタンドに飛び込むパフォーマンスを行う。ランボー・リープは、1993年12月26日のロサンゼルス・レイダース戦で、レジー・ホワイトのファンブルリカバリーとラテラルの後に得点したセイフティのリロイ・バトラーによって生み出された。後にワイドレシーバーのロバート・ブルックスによって普及した。
このセレブレーションがいつ頃から「ランボー・リープ」と呼ばれるようになったのかは正確には分かっていないものの、最初に言及された可能性があるものとして、1996年に放送されたマンデーナイトフットボールの中で、キャスターのアル・マイケルズが「グリーンベイの新しい伝統で、ロバート・ブルックスがスタンドに飛び込んだ」と述べたことが最初であると考えられている。
2000年にNFLが過度のセレブリティを禁止した際、ランボー・リープはその新ルールから除外され、特別に継続が認められた。
しばしばアウェイの選手がランボー・リープを試みるが、パッカーズのファンによって拒否されることがある。ミネソタ・バイキングスのコーナーバックであったフレッド・スムートは、パスインターセプトのタッチダウンをした際に試みた。2007年のNFCチャンピオンシップの試合中、ニューヨーク・ジャイアンツのランニングバックのブランドン・ジェイコブスは、タッチダウンを決めた後にランボー・リープのフリをして、スタンドにいた多くのパッカーズファンを怒らせた。また、2009年9月20日にはパッカーズとの試合の前、シンシナティ・ベンガルズのワイドアウトのチャド・ジョンソン（当時の登録名は、チャド・オチョシンコ）が、タッチダウンを獲得したらランボー・リープを行うと発表した。そして実際に、事前に手配されたベンガルズのジャージを着たファンの腕に飛び込んだ。
2014年、スタジアムの外にランボー・リープを記念した銅像が建てられた。エンドゾーンの壁を模したレプリカと4人のパッカーズファンがランダムに配置されたこの像は、訪問者がランボー・リープをして写真撮影することができる。
NFLネットワークのカウントダウン番組「NFLトップ10」では、ランボー・リープを「3番目に偉大なタッチダウン・セレブレーション」として選出した。

## 外部サイト
- 公式サイト （英語）

| 前本拠地： シティ・スタジアム 1925 - 1956 | グリーンベイ・パッカーズの本拠地 1957 - | 次本拠地： - |